# 有楽映画劇場
有楽映画劇場（ゆうらくえいがげきじょう）は、かつて福岡県北九州市八幡東区前田にあった映画館。通称は前田有楽（まえだゆうらく）。

## 沿革
高度経済成長期の1954年に、一般映画館として開館した。1960年頃には、電車通り沿いに中央町から黒崎に掛けて約40館もの映画館があり、当館もその一館であった。
1971年に日活が日活ロマンポルノの製作に転換したことがきっかけで一般映画とピンク映画の併用上映となり、その後は成人映画専門館に転換した。
1954年の開館以降、殆ど改築・改装せずに営業を続けていたことが、昭和30年代の映画館の雰囲気を持つロケ地を探していた映画監督・佐々部清の目に留まり、映画『カーテンコール』のオールロケが行われた。『ALWAYS 続・三丁目の夕日』でも映画館場面でのロケ地として使用されたほか、北九州フィルム・コミッションが誘致する映画・ドラマの北九州ロケ拡大に繋がっている。
赤字経営や建物の老朽化、経営者の高齢化から、2019年6月27日に閉館。同年6月29日に「さよなら前田有楽まつり」と題したイベントを行い、館内や映写室の見学会やAV女優の倖田李梨による抽選会、トークショーが行われた。以降、建物は解体されている。

## 年表
- 1954年（昭和29年）：開館[2][3]。
- 2019年（平成12年）6月27日：閉館[2][3]。